# Jutta Haug

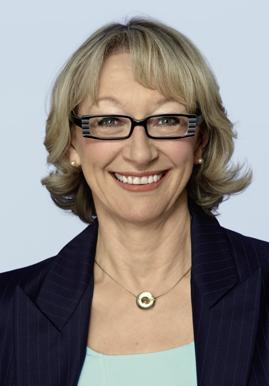
Jutta Haug (2009)

Jutta D. Haug (* 8. Oktober 1951 in Castrop-Rauxel) ist eine deutsche Politikerin (SPD). Von 1994 bis 2014 war sie Mitglied des Europäischen Parlaments. Hier war sie erste stellvertretende Vorsitzende des Haushaltsausschusses und Vorsitzende des Sonderausschusses zu den politischen Herausforderungen und den Haushaltsmitteln für eine nachhaltige Europäische Union nach 2013.

## Ausbildung und beruflicher Werdegang
Nach dem Besuch des Ernst-Barlach-Gymnasiums in Castrop-Rauxel bis 1970 arbeitete Jutta Haug beim Deutschen Roten Kreuz. 1974 holte sie auf dem Abendgymnasium in Aachen das Abitur nach und studierte anschließend von 1975 bis 1980 Geschichte und Sozialwissenschaften an der Universität Aachen und der Ruhr-Universität Bochum. Von 1981 bis 1987 war sie nicht berufstätig; von Mai 1987 bis 1994 arbeitete sie als wissenschaftliche Mitarbeiterin verschiedener Landtags- und Bundestagsabgeordneter. Zugleich absolvierte sie eine Ausbildung zur Wirtschafts- und Finanzberaterin.

## Politischer Werdegang
Nachdem Haug bereits im Januar 1969 der SPD beigetreten war, war sie von 1989 bis 1994 Mitglied im Stadtrat von Herten sowie von 1991 bis 2007 Vorsitzende der Arbeitsgemeinschaft sozialdemokratischer Frauen (ASF) im Kreisverband Recklinghausen, von 1996 bis 2002 auch der ASF im Bezirk Westliches Westfalen. 1992 bis 2001 gehörte sie zudem dem SPD-Bezirksvorstand im Westlichen Westfalen an. 1997 bis 2001 war sie Mitglied im Bundesvorstand der SPD, von 2001 bis 2010 im nordrhein-westfälischen Landesvorstand.
Bei der Europawahl 1994 gewann Haug erstmals ein Mandat für das Europäische Parlament, das sie 1999, 2004 und 2009 jeweils verteidigen konnte. Wie alle SPD-Mitglieder im Europäischen Parlament gehört sie der sozialdemokratischen Fraktion S&D an. Sie betreut die Emscher-Lippe-Region (Kreis Recklinghausen, Bottrop, Gelsenkirchen und Herne).
Zu den Arbeitsschwerpunkten Haugs zählen die Haushalts- und Finanzpolitik der EU, die Regional- und Strukturpolitik, die Umwelt- und Verbraucherpolitik sowie die Bildungspolitik der EU. In der Wahlperiode 2009–14 ist sie stellvertretende Vorsitzende des Haushaltsausschusses. Von Juli 2010 bis Juni 2011 war sie Vorsitzende des Sonderausschusses zu den politischen Herausforderungen und den Haushaltsmitteln für eine nachhaltige Europäische Union nach 2013. Dieser befasste sich insbesondere mit der Vorbereitung des mehrjährigen Finanzrahmens 2014–2020 der EU.

## Mitgliedschaften
Jutta Haug ist Mitglied der Europa-Union Deutschland sowie der dazugehörigen Parlamentariergruppe im Europäischen Parlament, der Europa-Union Parlamentariergruppe Europäisches Parlament. Darüber hinaus ist sie Mitglied der Gewerkschaft Erziehung und Wissenschaft, der Industriegewerkschaft Bergbau, Chemie, Energie, der Arbeiterwohlfahrt, des Naturschutzbundes Deutschland, des Fördervereins der Stadtbibliothek Herten, des Arras-Freunde-Herten e. V., der Spielvereinigung Herten sowie des Marie-Schlei-Vereins. Seit 2014 ist sie Vorsitzende der Bürgerstiftung Herten.